# Беббідж (місячний кратер)
Кра́тер Бе́ббідж (лат. Babbage) — залишки стародавнього метеоритного кратера в районі північної межі Океану Бур на видимому боці Місяця. Назву кратеру присвоєно на честь англійського математика, винахідника першої аналітичної обчислювальної машини, Чарлза Беббіджа (1791—1871) й затверджено Міжнародним астрономічним союзом у 1935 році. Утворення кратера відбулося у донектарському періоді.

## Опис кратера

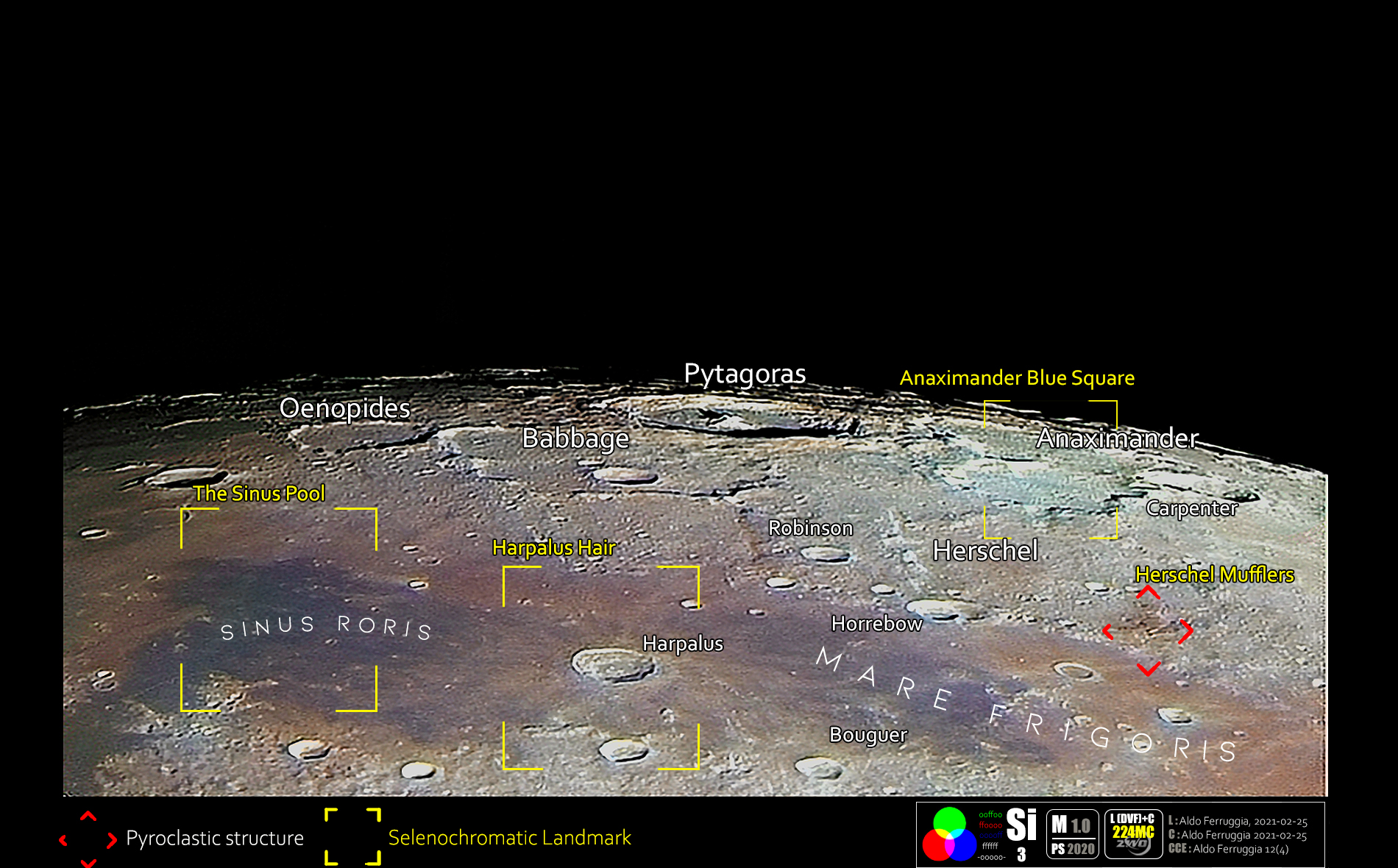
Околиці кратера Беббідж на селенохроматичному зображенні (Si) з деякими орієнтирами

На північному заході кратер прилягає до кратера Піфагор, на південному заході до кратера Енопід. З південно-східного боку кратер дещо перекривається кратером Саут. Селенографічні координати центра кратера 59°34′ пн. ш. 57°23′ зх. д. / 59.56° пн. ш. 57.38° зх. д., діаметр 146,6 км, глибина 1390 м.
Вал кратера має полігональну форму, зазнав суттєвих руйнувань від безлічі імпактів, що відбулись за час його існування й перетворився на ланцюжок пагорбів. Південно-західна частина валу кратера перекрита сателітним кратером Беббідж Е. Північна частина валу повністю зруйнована. Висота валу над навколишньою місцевістю становить 1710 м, об'єм кратера сягає приблизно 22700 км³. Дно чаші кратера відносно рівне, поцятковане безліччю дрібних кратерів. У північно-західну частину кратера врізається зовнішній схил кратера Піфагор.

## Сателітні кратери
| Беббідж | Координати                                                | Діаметр, км |
| ------- | --------------------------------------------------------- | ----------- |
| A       | 59°08′ пн. ш. 55°39′ зх. д. / 59.14° пн. ш. 55.65° зх. д. | 32,3        |
| B       | 57°03′ пн. ш. 59°38′ зх. д. / 57.05° пн. ш. 59.63° зх. д. | 6,5         |
| C       | 59°11′ пн. ш. 57°31′ зх. д. / 59.19° пн. ш. 57.51° зх. д. | 13,7        |
| D       | 58°39′ пн. ш. 61°10′ зх. д. / 58.65° пн. ш. 61.17° зх. д. | 71,0        |
| E       | 58°28′ пн. ш. 61°37′ зх. д. / 58.47° пн. ш. 61.61° зх. д. | 7,2         |
| U       | 60°58′ пн. ш. 51°20′ зх. д. / 60.97° пн. ш. 51.34° зх. д. | 5,1         |
| X       | 60°18′ пн. ш. 50°17′ зх. д. / 60.3° пн. ш. 50.28° зх. д.  | 6,4         |

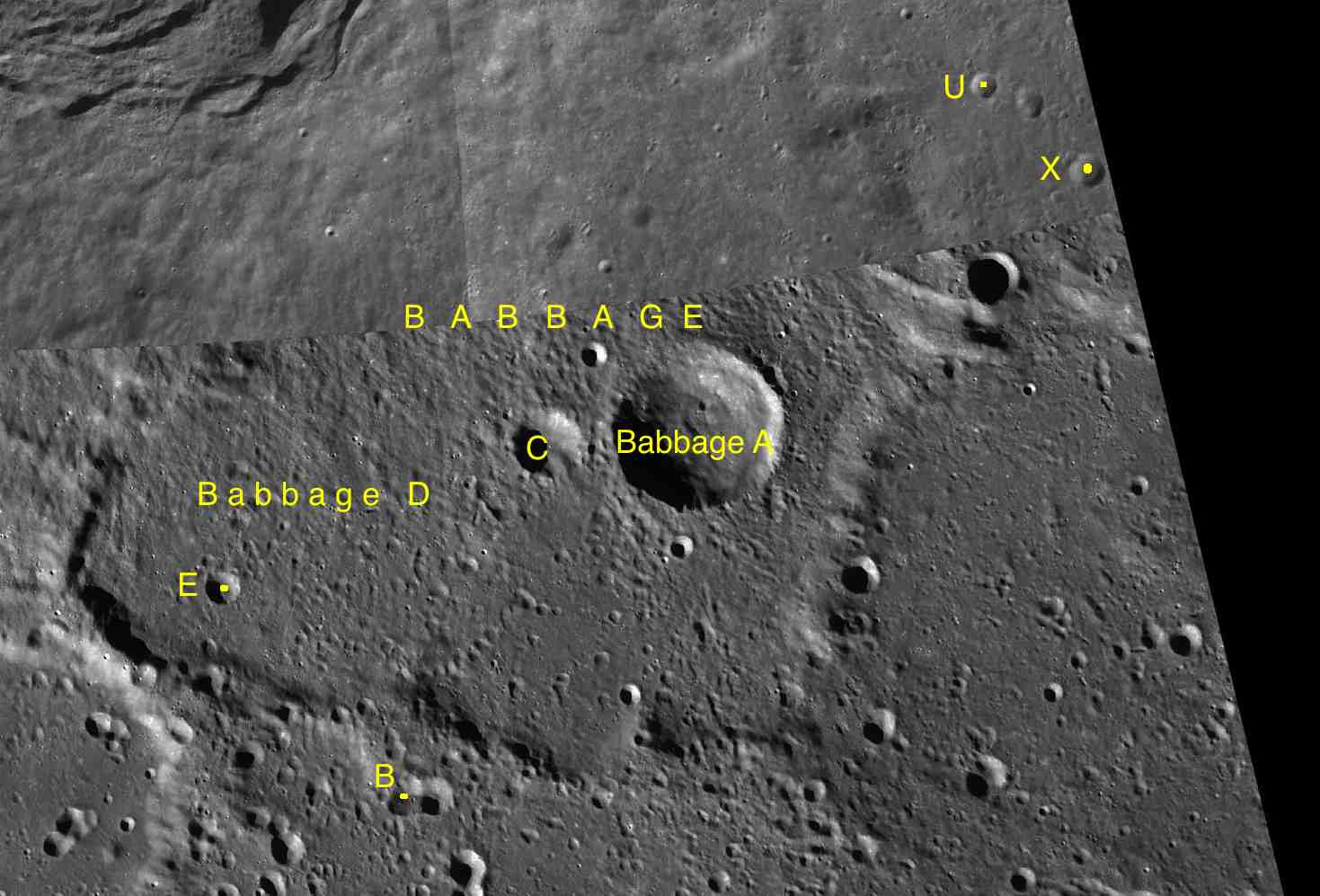
Фрагмент мапи LAC-10.

- Утворення сателітного кратера Беббідж A відбулося у пізньоімбрійському періоді[1].
- Утворення сателітного кратера Беббідж D відбулося у донектарському періоді[1].